# Cohors I Ubiorum

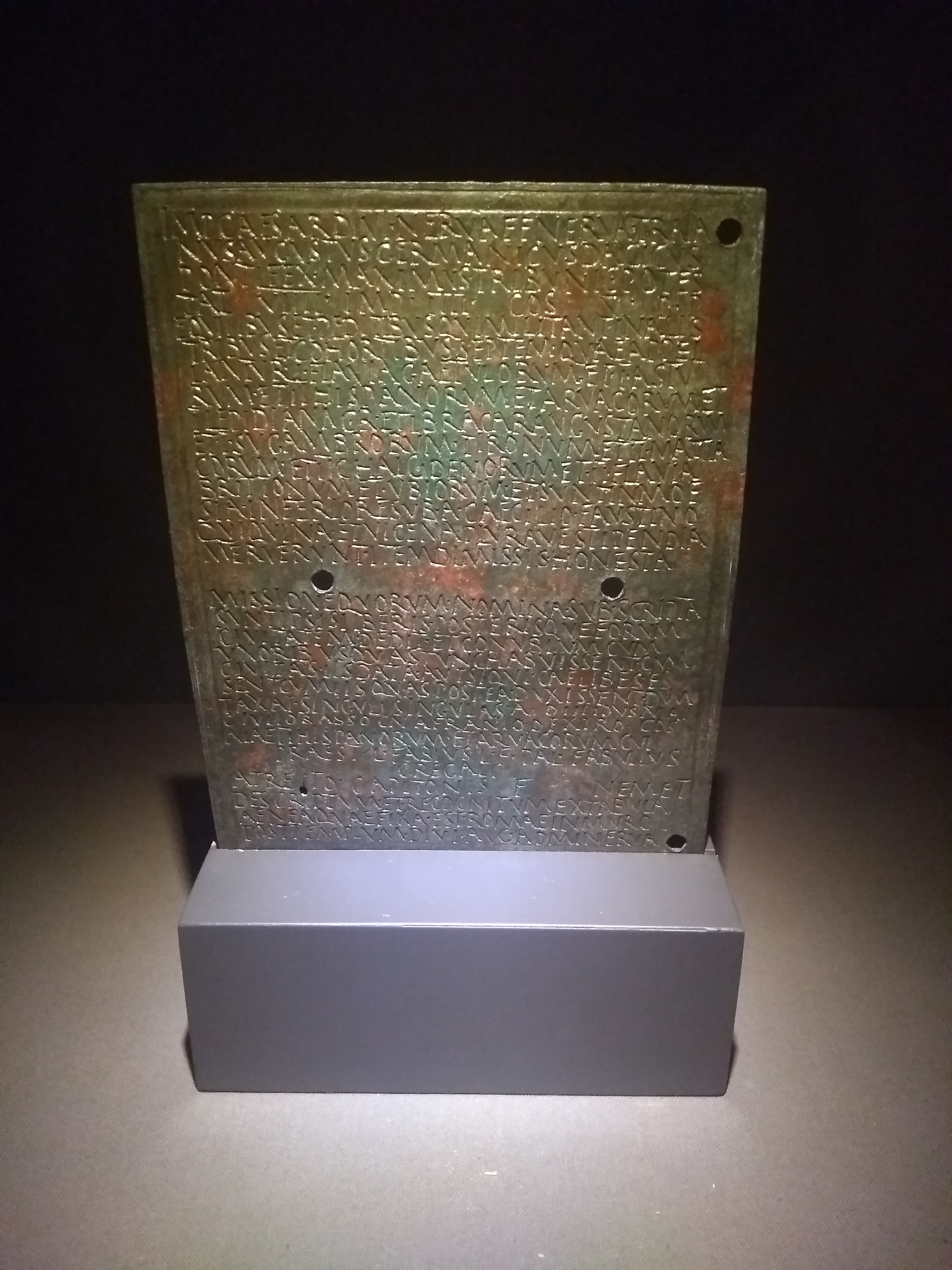
Eines der Militärdiplome vom 13. Mai 105 n. Chr.

Die Cohors I Ubiorum [equitata] (deutsch 1. Kohorte der Ubier [teilberitten]) war eine römische Auxiliareinheit. Sie ist durch Militärdiplome, Inschriften und Ziegelstempel belegt. In den Diplomen von 75 bis 125/126 und in drei Inschriften wird sie als Cohors Ubiorum bezeichnet.

## Namensbestandteile
- Cohors: Die Kohorte war eine Infanterieeinheit der Auxiliartruppen in der römischen Armee.

- I: Die römische Zahl steht für die Ordnungszahl die erste (lateinisch prima). Daher wird der Name dieser Militäreinheit als Cohors prima … ausgesprochen.

- Ubiorum: der Ubier. Die Soldaten der Kohorte wurden bei Aufstellung der Einheit aus dem germanischen Volksstamm der Ubier rekrutiert.

- equitata: teilberitten. Die Einheit war ein gemischter Verband aus Infanterie und Kavallerie. Der Zusatz kommt in einer Inschrift[2] vor.

Da es keine Hinweise auf den Namenszusatz milliaria (1000 Mann) gibt, war die Einheit eine Cohors quingenaria equitata. Die Sollstärke der Kohorte lag bei 600 Mann (480 Mann Infanterie und 120 Reiter), bestehend aus 6 Centurien Infanterie mit jeweils 80 Mann sowie 4 Turmae Kavallerie mit jeweils 30 Reitern.

## Geschichte
Die Kohorte war in den Provinzen Moesia, Moesia inferior, Dacia inferior und Dacia superior (in dieser Reihenfolge) stationiert. Sie ist auf Militärdiplomen für die Jahre 75 bis 179 n. Chr. aufgeführt.
Tacitus erwähnt in seinen Historiae (Buch IV, Kapitel 28) Kohorten von Ubiern. Eine Cohors Ubiorum ist erstmals durch eine Inschrift belegt, die auf 14/37 n. Chr. datiert wird. Aus der Inschrift geht hervor, dass diese Einheit bereits teilberitten war (peditum et equitum). Möglicherweise ist diese Einheit mit der später in Moesia nachgewiesenen Kohorte identisch; es ist jedoch umstritten, wo sie im 1. Jhd. stationiert war.
Der erste Nachweis in Moesia beruht auf zwei Diplomen, die auf 75 datiert sind. In den Diplomen wird die Kohorte als Teil der Truppen (siehe Römische Streitkräfte in Moesia) aufgeführt, die in der Provinz stationiert waren. Weitere Diplome, die auf 77/78 bis 105 datiert sind, belegen die Einheit in derselben Provinz (bzw. ab 92 in Moesia inferior).
Die Kohorte nahm an den Dakerkriegen Trajans (98–117) teil. Zu einem unbestimmten Zeitpunkt wurde die Einheit in die Provinz Dacia inferior verlegt, wo sie erstmals durch ein Diplom nachgewiesen ist, das auf 120/130 datiert ist. In dem Diplom wird die Kohorte als Teil der Truppen (siehe Römische Streitkräfte in Dacia) aufgeführt, die in der Provinz stationiert waren. Weitere Diplome, die auf 125/126 bis 179 datiert sind, belegen die Einheit in derselben Provinz (bzw. ab 136/138 in Dacia superior).

## Standorte
Standorte der Kohorte in Dacia und Noricum waren möglicherweise:
| - Arrubium (Măcin): ein Ziegel wurde hier gefunden. Falls sich der Stempel des Ziegels auf die Einheit beziehen sollte, hielt sich eine Vexillation der Kohorte vorübergehend hier auf. - Capidava: eine Inschrift sowie ein Ziegel wurden hier gefunden. | - Favianis (Mautern): ein Ziegel wurde hier gefunden. - Odorheiu Secuiesc: ein Ziegel wurde hier gefunden. |

Ein Ziegel wurde an einem weiteren Ort in Dacia gefunden.

## Angehörige der Kohorte
Folgende Angehörige der Kohorte sind bekannt.

### Kommandeure
| - C(aius) Iunius Terti[us], ein Präfekt (CIL 10, 6015) - L(ucius) Pompeius Celer, ein Präfekt (CIL 3, 1571) | - Marcus Vergilius Gallus Lusius, ein Präfekt - Tiberius Iulius Viator, ein Präfekt |

### Sonstige
| - Ant(onius) M() Genianus, ein Soldat (CIL 3, 1187) - M(arcus) Cocceius Vit(u)lus, ein Veteran und ehemaliger Signifer (AE 1950, 46) | - M(arcus) Fabius [], ein Veteran (AE 1967, 406) |